# Micralestes elongatus
Espèce
Synonymes
Synonymes:
- Micralestes acutidens elongatus Daget, 1957
- Micralestes elongates Daget, 1957
- Virilia elongatus (Daget, 1957)

Nom d'auteur mal appliqué:
- Micralestes acutidens (non Peters, 1852)

Micralestes elongatus est un poisson appartenant à la famille des Alestiidae.
Attention, il y a bien deux espèces différentes Micralestes acutidens (Peters, 1852) et Micralestes elongatus Daget, 1957.

Mais il y a un souci de synonymie mais seulement dus à des problèmes d'auteur :
Micralestes elongatus Daget, 1957 = Micralestes acutidens (non Peters, 1852) (mauvais auteur) = Micralestes acutidens elongatus Daget, 1957 (synonyme)

## Origine
Afrique de l'Ouest et Afrique occidentale dans les bassins soudanien, du Tchad, du Niger, de la Volta, du Sénégal, du Cross.

## Coloration
Fond de coloration argentée avec une bande longitudinale brillante.

## Dimorphisme
Mâle avec la nageoire anale ronde, femelle avec la nageoire anale plutôt pointue.